# Merumeru Falls
Die Merumeru Falls sind ein Wasserfall bislang nicht ermittelter Fallhöhe im Puketi Forest westlich von Kerikeri auf der Nordinsel Neuseelands. Er liegt im Lauf des Merumeru Stream, der wenige Kilometer hinter dem Wasserfall in nördlicher Fließrichtung in den Waipapa River mündet.